# الکساندروس آوراناس
الکساندروس آوراناس (به انگلیسی: Alexandros Avranas)، (به یونانی: Αλέξανδρος Αβρανάς)، یک کارگردان یونانی است که برای فیلم‌های خانم خشونت (۲۰۱۳) و جنایت‌های تاریک (۲۰۱۶) با بازی جیم کری شناخته شده‌است.
الکساندروس ایواناس در جشنواره فیلم ونیز ۲۰۱۳ موفق به دریافت جایزه نقره ای برای بهترین کارگردان برای فیلم‌هایش شد.